# Rhogeessa
Rhogeessa är ett släkte av fladdermöss som ingår i familjen läderlappar (Vespertilionidae).

## Beskrivning
Arterna blir 37 till 50 mm långa (huvud och bål) och har en 28 till 48 mm lång svans. De väger 3 till 10 g och har 25 till 35mm långa underarmar. Hos de flesta individer har pälsen på ovansidan en gulbrun till ljusbrun färg medan buken är blekare. Rhogeessa skiljer sig i avvikande detaljer av skallens och tändernas konstruktion från andra läderlappar. De har till exempel bara en framtand i varje käkhalva av överkäken.
Håren som bildar ovansidans päls är ljus nära roten och mörk vid spetsen. Medlemmarna har ganska långa öron som är lite spetsiga på toppen. Hos hannar finns körtlar på öronens utsida. Tandformeln är I 1/3 C 1/1 P 1/2 M 3/3. Den premolara tanden per sida i överkäken är ganska stor. Det finns ingen klaff (diastema) i tanduppsättningen.
Dessa fladdermöss förekommer från Mexiko till centrala Brasilien och centrala Bolivia. Habitatet varierar mellan skogar, buskskogar, bergstrakter och halvöknar.
Som viloplats används trädens håligheter, palmblad eller byggnadernas tak. När de jagar insekter flyger de oftast 1 till 4 meter över marken. Vanligen jagar 2 till 5 individer i samma område. Allmänt föds två ungar per kull.

## Arter och utbredning
Arter enligt Wilson & Reeder (2005) samt IUCN:
- Rhogeessa aeneus, Mexiko, Yucatánhalvön.
- Rhogeessa alleni, centrala Mexiko.
- Rhogeessa genowaysi, sydvästra Mexiko.
- Rhogeessa gracilis, västra Mexiko.
- Rhogeessa hussoni, nordöstra Brasilien.
- Rhogeessa io, södra Centralamerika och norra Sydamerika.
- Rhogeessa minutilla, Colombia och Venezuela.
- Rhogeessa mira, västra Mexiko vid floden Balsa.
- Rhogeessa parvula, västra Mexiko.
- Rhogeessa tumida, Centralamerika.